# Papež Štefan V.
Štefan V. (imenovan včasih tudi Štefan VI. latinsko Papa Stephanus Quintus), italijanski rimskokatoliški škof, * datum rojstva neznan, Rim, (Lacij, Papeška država, Frankovsko cesarstvo danes: Italija), †  14. september 891 Rim (Papeška država, Frankovsko cesarstvo, danes: Italija) 

Papež je bil od 15. julija 885  do svoje smrti 14. septembra 891.

## Življenjepis
Štefan se je rodil v začetku 8. stoletja v Rimu neznanega datuma. Njegov oče Hadrijan je pripadal rimskemu plemstvu – najbrž rodbini Colonna – in je stanoval v četrti Via Lata, v župniji SS. Apostoli. Sinovo vzgojo je zaupal najprej slavnemu Anastaziju, nato pa svojemu sorodniku, škofu Zahariju, knjižničarju Svetega sedeža in škofu v Anagniju. Med papeževanjem Hadrijana II. je vstopil Štefan v patriarchium: najprej je postal subdiakon, nato diakon, in končno pod Marinom I. kardinal-duhovnik pri SS. Quatro Coronati.   

## Papež
Brez predhodnega dogovora s cesarjem Karlom Debelim, zadnjim iz vrste Karolingov (nesposobnega cesarja so velikaši 887 odstavili), so Štefana soglasno izvolili septembra, po drugih virih 15. julija 885. Cesarja je to ujezilo in je hotel najprej papeža odstaviti; ko se je pa prepričal o pravilnosti, o splošnem odobravanju izvolitve in kreposti izvoljenega, je privolil. Papež je Karla zaman prosil za pomoč zoper Saracene. Tudi ko se je obrnil na Bizanc, so bili njegovi klici brezuspešni. Oba cesarja sta imela dovolj problemov v lastnih državah. V Carigradu je Leon VI.  886 ponovno odstavil patriarha Fotija, ki je znova razvnemal z Rimom prepir o Filioque; slednjič je Fotij 892 v samostanu umrl. 

15. avgusta 885 je prejel posvečenje Théodard, nadškof v Narboni. Nato so se za Francijo začeli hudi časi. 28. novembra so s 700 čolni po Seni pripluli Normani in začeli oblegati Pariz . Po zaslugi pariškega grofa Eudesa in škofa Goslina se je mesto dobro držalo skozi dve leti; končno pa so za visoko odkupnino 700 liber srebra Vikingi podpisali premirje. 

### Papež Štefan zoper mučenje
„I santi canoni poi non approvano che venga estorta con la prova del ferro incandescente o dell'acqua bollente una confessione da chiunque.“ 
 »Sveti kanoni ne odobravajo, da bi od kogarkoli izsiljevali priznanje z dokazom razbeljenega železa ali vrele vode.« 

### Hudine ob papeški izvolitvi
| Staro-italijansko besedilo | Slovenski prevod |
| --- | --- |
| Ebbe in successore Stefano V. Romano (6), figliuolo di un altro Adriano, di nobile famiglia. Fue egli ammaestrato per attenzione di Zaccaria suo parente Vescovo di Anangina, e Bibliotecario della Santa Sede. Papa Adriano II. vedendo le sue buone inclinazioni lo trasse di casa del Padre, l’ordinò Succiacono, e lo prese appresso di sé nel Palagio di Laterano. Fu amato particolarmente da Papa Marino, che l’ordinó Sacerdote titolato de’ Quatro Coronati, e teneato sempre vicino a sé. Dopo la morte di Papa Adriano III. i Vescovi, il Clero di Roma, il Senato, e tutto il Popolo si raccolsero per la elezione; e gridarono di voler tutti il Sacerdote Stefano? Stimando che con la virtù sua gli avesse a liberare da' pericoli, ond'erano minacciati: essendo afflitti dalle cavallette, dalla stecchita, e dalla fame. Papa Adriano, partendosi da Roma, vi avea lasciato Giovanni Vescovo di Pavia, Inviato dell' Imperatore. Essi lo presero seco loro, e andarono a trarre Stefano fuori di casa sua, dove stava col suo padre. Ruppero le porte, e lo condussero alla sua Chiesa de' quattro Coronati, ad onta di ogni sua resistenza; gridando suo padre ed egli, ch' erano indegni dell' onore, che gli si volea fare. Di là lo condussero al palagio Lateranese; e prima che vi giungesse, discese una pioggia tanto abbondante, che parea che Dio approvasse questa elezione. La domenica seguente, che doveva essere il giorno ventesimoquinto di Luglio, venne consagrato a San Pietro. Alcuni giorni dopo visitò il palagio Lateranese, accompagnato da' Vescovi, dall'Inviato dell'Imperatore, e dal Senato, affine che vi fossero autentici testimoni dello stato delle cose. Si trovò la guardaroba saccheggiata, in modo che non vi rimanea più, che poco vasellame per gli banchetti solenni del Papa; e niente di tutte le altre ricchezze. Si trovarono anche picciol numero di cose nel tesoro della chiesa. Quanto a’ granai e alle cantine, tutto era voto: ed il Papa aveva il dolore di non aver che dare al Clero, e alle truppe, né di che riscarrare gli schiavi, e di sostenere i poveri durante la violenta carestia. Ebbe dunque ricorso al suo ricco patrimonio, e liberamente lo distribuì. Cercò di avere per domestici i più valenti e virtuosi uomini che fossero. Al suo desinare avea sempre orfani, che mantenea come suoi figli. Quando dava a mangiare a’Nobili, vi aggiungeva il nudrimento spirituale; facendosi sempre alla sua tavola delle sante letture. | Hadrijan III. je imel za naslednika Štefana V., Rimljana, sina nekega Hadrijana iz plemiške rodovine. Na študije ga je poslal njegov sorodnik Zaccaria, škof v Anangini, in knjižničar Svetega sedeža. Ko je papež Hadrijan II. opazil njegova dobra nagnjenja, ga je vzel iz očetove hiše, posvetil za subdiakona, in ga sprejel k sebi v Lateransko palačo. Rad ga je imel zlasti papež Marin I., ki ga je posvetil za duhovnika z naslovom SS. Quatro Coronati, in ga držal vedno blizu sebe. Po smrti papeža Hadrijana III. so se škofje, rimska duhovščina, rimski senat in vse ljudstvo zbrali na volitve; vsi so vpili, da hočejo duhovnika Štefana. Menili so, da jih bo s svojo krepostjo osvobodil nevarnosti, ki so jim grozile: napadale so jih kobilice, suša, in lakota. Ko se je papež Hadrijan odpravil iz Rima, je tam pustil cesarjevega odposlanca, škofa Janeza iz Pavije (Giovanni di Pavia). Množica ga je vzela s seboj, in odšla, da bi izvlekla Štefana iz njegove hiše, kjer je živel s svojim očetom. Vdrli so skozi vrata, ga odpeljali v cerkev Štirih kronanih, navkljub vsemu njegovemu odporu. Njegov oče in on sta vpila, da sta nevredna take časti, ki so mu jo hoteli dati. Od tam so ga odpeljali v Lateransko palačo; preden so prispeli tja, se je vlila tako oblna nevihta, da se je zdelo, ko da je Bog potrdil to izvolitev. Naslednjo nedeljo, ko je bil 25. julij, so ga posvetili pri Svetem Petru. Nekaj dni pozneje je obiskal Lateransk palačo, v spremstvu škofov, cesarjevega odposlanca in senata z namenom, da bi imel verodostojne priče o stanju stvari. Opremo so našli oropano, da ni od nje ostalo ničesar, kar bi bilo vsaj malo uporabno za slovesne papeške obrede; ničesar ni ostalo niti od drugih bogastev. V cerkvenem zakladu so ostale le manjše reči. Kar se tiče žitnic in shramb, je bilo vse prazno. Papeža je bolelo, da ni mogel ničesar dati duhovščini in vojaštvu, niti ni mogel odkupiti sužnjev ali podpirati revežev med hudim pomanjkanjem. Zatekel se je torej k svojemu bogatemu premoženju, in ga prostovoljno razdelil. Poiskal si je za služinčad najuglednejše in najkrepostnejše može, kar jih je bilo. Pri svojem obedu je vedno imel reveže, s katerimi je ravnal kot s svojimi sinovi. Kadar je delil jed plemičem, je k temu dodajal duhovno hrano; naročil je, da naj pri mizi vedno berejo sveto branje. |

### Papež Štefan inSlovencioziromaSlovani
Na Moravskem je še pod Hadrijanom III., 6. aprila 885, umrl nadškof Metod. Vprašanje njegove dediščine se je usodno zasukalo. Papeža Štefana so poleg stalne saracenske nevarnosti hudo obremenjevali boji za oblast v Italiji med furlanskim mejnim grofom Berengarjem  in vojvodom Vidom Spoletskim </ref>Vid Spoletski (Guido di Spoleto) je bil italijanski kralj (889-894) ter cesar Svetega rimskega cesarstva (891-894)</ref>, ki se je že izkazal v zmagi nad Saraceni ob reki Liri 887. Štefan je Vida posvojil in ga določil s tem za bodočo cesarsko vlogo. Slednji pa je vse bolj stegoval roke po Rimu. V tej nevarnosti je papež, tudi s posredovanjem kneza Svetopolka, iskal zaščite pri kralju Arnulfu Koroškem; ker pomoči ni bilo, je bil prisiljen okronati Vida 21. februarja 891 za cesarja. 

Morda je prav tu iskati vzrok, da je Štefan V. glede Metodove dediščine popolnoma nasedel spletkam nemških duhovnikov in pod kaznijo izobčenja prepovedal bogoslužje v slovanskem jeziku. Knezu Svetopolku je proti koncu 885 pisal, da odločno odklanja ,Metodovo krivoverstvo', in še dalje: »Odslej naj si nikakor nihče več ne drzne, da bi božja opravila in svete skrivnosti in mašo obhajal v slovanskem jeziku.« Ni pa papež prepovedal pridiganja v slovanskem jeziku. Praktična posledica papeževe sodbe o Metodu in njegovi dejavnosti je bila, da so Metodovi učenci morali zapustiti Moravsko in Panonijo, ne da bi imeli možnost Rimu pojasniti svoja stališča. Štefana so najbrž prevarali nemški škofje, ki so podpirali obrede v latinščini; na ta način so z enim udarcem uničili sadove pomembnega dela Metoda in samih papeževih prednikov.

Knez Mojmir je leta 899 z dovoljenjem papeža Janeza IX. obnovil nadškofijo; Moravska je dobila nadškofa Wichinga kot Metodovega naslednika in tri škofe. V prvih letih naslednjega stoletja pa so Madžari razdejali in opustošili Moravsko.  

### Dela
- »Documenta Catholica Omnia« (v latinščini). Pridobljeno 6. decembra 2011.

- Političnim razmere so bile obupne zaradi stalnih vdorov Normanov, Madžarov in Saracenov, ki so 884 razdejali starodavni benediktinski samostan Monte Cassino. Papež je v teh zmedah neutrudno urejal tudi notranje cerkvene zadeve, skliceval sinode, ki so reševale pereča tekoča vprašanja, ter budno nadzoroval izvolitve posameznih škofov.
- 904 je Štefan I. sklical rimsko sinodo, ki je obsodila in zagrozila s hudimi kaznimi drhali, ki je ob smrti papeža oropala njegovo rezidenco, tokrat Lateransko palačo. Vsakokratni neredi ob papeževi smrti so bili vzrok te barbarske navade, ki je bila že prastara in je obstajala v mnogih deželah, v Rimu pa se je obdržala skozi dolga stoletja. [13] [14]

### Smrt in spomin
Štefan V. je umrl v Rimu dne 14. septembra 891. 

Pokopali so ga v veži stare cerkve sv. Petra v Vatikanu. Pri graditvi nove bazilike so njegovo grobnico razdrli. Na njegovem grobu je bil napisan preprost epitaf v verzih:
| latinski izvirnik                                                                | italijanski prevod                                                                 | slovenski prevod                                                               |
| -------------------------------------------------------------------------------- | ---------------------------------------------------------------------------------- | ------------------------------------------------------------------------------ |
| Hic tumulus Quinti sacratos continet artus Praesulis eximii Pontificis Stephani. | Quest'avello contiene le sacre spoglie dello stimabile presule Papa Stefano Quinto | Ta grob vsebuje svete ostanke Spoštovanega predstojnika papeža Štefana Petega. |